# Tagalomantis manillensis
Tagalomantis manillensis es una especie de mantis de la familia Mantidae.

## Distribución geográfica
Se encuentra en  las islas Filipinas.